# 2004 en sport
Cet article présente les faits marquants de l'année 2004 en sport.

## Athlétisme
- Marathon
- 4 avril, Marathon de Paris :
  - Hommes : Ambesa Tolosa, Kenya 2 h 08 min 56 s
  - Femmes : Salina Kosgei, Kenya 2 h 24 min 32 s
- 18 avril, Marathon de Londres :
  - Hommes : Evans Rutto, Kenya 2 h 06 min 18 s
  - Femmes : Margaret Okayo, Kenya 2 h 22 min 35 s
- 19 avril, Marathon de Boston :
  - Hommes : Timothy Cherigat Kenya 2 h 10 min 37 s
  - Femmes : Catherine Ndereba Kenya 2 h 24 min 27 s
- 7 novembre, Marathon de New York :
  - Hommes : Hendrick Ramaala, Afrique du Sud 2 h 09 min 28 s
  - Femmes : Paula Radcliffe, Grande-Bretagne 2 h 23 min 10 s

## Automobile
- 25 janvier, Rallye : Sébastien Loeb remporte le Rallye automobile Monte-Carlo.
- 15 février, Nascar : la course de Daytona 500 est remportée par Dale Earnhardt Jr
- 30 mai, Indy Racing League : la course d'Indianapolis 500 remportée par Buddy Rice
- 15 août, Formule 1 : à l'issue du Grand Prix de Hongrie, Ferrari remporte son 14e titre constructeurs.
- 29 août, Formule 1 : en terminant second du Grand Prix de Belgique, Michael Schumacher enlève un septième titre de champion du monde Formule 1.
- 13 octobre, Euro Formule 3000 : présentation officielle à la presse, sur le port de la principauté de Monaco de la nouvelle voiture du championnat Euro Formule 3000. Celui-ci change de nom à partir de 2005 et prend l'appellation Superfund Euro Formule 3000, du nom de son sponsor principal.
- 17 octobre, Rallye : en terminant second du Tour de Corse, Sébastien Loeb remporte son premier titre de champion du monde des rallyes.
- 7 novembre, Champ Car : le pilote français Sébastien Bourdais remporte le championnat Champ Car aux États-Unis.

## Auto-moto
- 1er janvier-17 janvier, Paris-Dakar : le Français Stéphane Peterhansel s'impose en auto sur une Mitsubishi. L'Espagnol Nani Roma est le premier motard sur la plage de Dakar (sur KTM).

## Baseball
- 16 juin : coupe d'Europe des clubs champions. Les Néerlandais de Door Neptunus s'imposent en finale 8-1 face aux Italiens d'Italeri Bologna.
- 20 juin : coupe d'Europe des vainqueurs de coupes. Les Espagnols de Rojos de Tenerife s'imposent en finale 6-0 face aux Néerlandais de Minolta Pioniers.
- 29 septembre, MLB : la Major League Baseball annonce le déménagement des Expos de Montréal pour Washington, DC à compter de la saison 2005.
- 24 octobre : Savigny champion de France devant Montpellier.
- 27 octobre, MLB : les Boston Red Sox remportent les World Series pour la première fois depuis 86 ans en réalisant l'exploit unique d'enchainer 8 victoires consécutives, dont 4 contre les Yankees alors qu'ils étaient menés 3-0 après 3 matchs.
- Novembre, MLB : Barry Bonds est élu le meilleur joueur de la ligue nationale pour la 7e fois. Vladimir Guerrero est élu le meilleur joueur de la ligue américaine.

## Balle au tambourin
- Le club de Notre-Dame-de-Londres est champion de France chez les hommes et chez les femmes pour la quatrième fois en sept saisons.
- Callianetto (Italie) remporte sa deuxième Coupe d'Europe des clubs champions.
- Chiusano (Italie) remporte sa troisième Coupe d'Europe des clubs champions féminins consécutive.

## Basket-ball
- 5 avril, NCAA : l'université du Connecticut gagne le titre national NCAA par 82 à 73 face au Georgia Institute of Technology en finale.
- 18 avril, Euroligue féminine : Valenciennes (France) remporte la finale de l'Euroligue 93-69 contre Gdynia (Pologne).
- 1er mai : Euroligue : Maccabi Tel-Aviv (Israël) remporte la finale de l'Euroligue 118-74 contre Fortitudo Bologne (Italie).
- 16 mai : Valenciennes remporte le championnat de France féminin devant Bourges et réalise ainsi pour la 2e fois la passe de quatre (avec la coupe de France et le tournoi de la fédération).
- 11 juin : Pau-Orthez est champion de France face à Gravelines (2 victoires à zéro).
- 9 juillet : le CSP Limoges ne peut éviter le dépôt de bilan. Le club est refondé quelques mois plus tard grâce à Frédéric Forte.
- 15 juin, NBA : les Detroit Pistons remportent le titre NBA par 4 victoires pour 1 défaite face aux Los Angeles Lakers.
- 19 novembre : lors du match opposant les Detroit Pistons aux Indiana Pacers, un pugilat éclate entre les joueurs et les fans. À la suite d'une altercation entre Ron Artest et Ben Wallace, un spectateur jette sur Artest son gobelet de bière. Artest grimpe alors dans les gradins, rejoint par ses coéquipiers Jermaine O'Neal et Stephen Jackson, qui se battent avec plusieurs spectateurs. Le match manque de tourner à l'émeute. Artest est finalement suspendu pour le reste de la saison, O'Neal écope de 30 matchs, Jackson de 25 matchs, et Ben Wallace de 6 matchs.
- 3 décembre : dernier match (sur blessure) de l'international français Stéphane Ostrowski.

## Biathlon
- 7 au 15 février. Championnats du monde :
  - Sprint 10km Hommes : Raphaël Poirée (France).
  - Poursuite 12,5 km Hommes : Ricco Gross (Allemagne).
  - 20km individuel Hommes : Raphaël Poirée (France).
  - 15km départ en ligne Hommes : Raphaël Poirée (France).
  - Relais 4×7,5 km Hommes : Allemagne.
  - Sprint 7,5km Femmes : Liv Greta-Poirée (Norvège).
  - Poursuite 10km Femmes : Liv Greta-Poirée (Norvège).
  - 15km individuel Femmes : Olga Pyleva (Russie).
  - 12,5km départ en ligne Femmes : Liv Greta-Poirée (Norvège).
  - Relais 4×6 km Femmes : Norvège.

- Coupe du monde :
  - Sprint 10km Hommes : Raphaël Poirée (France).
  - Poursuite 12,5 km Hommes : Raphaël Poirée (France).
  - 20km individuel Hommes : Raphaël Poirée (France).
  - 15km départ en ligne Hommes : Raphaël Poirée (France).
  - Relais Hommes : Norvège.
  - Sprint 7,5 km Femmes : Liv Greta-Poirée (Norvège).
  - Poursuite 10km Femmes : Liv Greta-Poirée (Norvège).
  - 15km individuel Femmes : Olga Pyleva (Russie).
  - 12,5km départ en ligne Femmes : Liv Greta-Poirée (Norvège).
  - Relais Femmes : Norvège.

## Boxe
- 9 novembre : Mahyar Monshipour conserve son titre de champion du monde WBA de super-coq en battant Yoddamrong Sithyodthong Thaïlande, par arrêt de l'arbitre à la 6e reprise.

## Course camarguaise
- 5 juillet : Hadrien Poujol remporte la 73e édition de la cocarde d'or dans les arènes d'Arles.
- 9 octobre : Sabri Allouani remporte le Trophée des as, équivalent du championnat de France, dans les arènes d'Arles. C'est le 5e titre consécutif pour la vedette de la Bouvine.

## Cricket
- 13 mars : l'Inde bat le Pakistan au cours du match d'ouverture de la première tournée de l'équipe d'Inde au Pakistan depuis 1989.

## Cyclisme
- 7 au 14 mars : Paris-Nice, l'Allemand Jörg Jaksche remporte la course à étapes Paris-Nice 2004.
- 20 mars : Milan-San Remo, Óscar Freire (Espagne) gagne le Milan-San Remo.
- 4 avril : Tour des Flandres, Steffen Wesemann (Allemagne) s'impose sur le Tour des Flandres.
- 11 avril : Paris-Roubaix, Magnus Bäckstedt (Suède) remporte la 102e édition de Paris-Roubaix.
- 25 avril : Liège-Bastogne-Liège, Davide Rebellin (Italie) gagne la classique Liège-Bastogne-Liège.
- 8 au 30 mai, Tour d'Italie : Damiano Cunego (Italie) remporte le Tour d'Italie. Le sprinter Alessandro Petacchi (Italie) enlève neuf étapes.
- 3 au 25 juillet, Tour de France : Lance Armstrong (États-Unis) remporte son sixième Tour, record du genre.
  - Article de fond : Tour de France 2004
- 4 au 26 septembre : Roberto Heras (Espagne) gagne la Vuelta.
- Paolo Bettini (Italie) devient Champion Olympique sur route 2004.
- 3 octobre : Óscar Freire (Espagne) remporte le championnat du monde sur route en ligne.
- L'Italien Paolo Bettini remporte le classement final de la Coupe du monde.
- L'Italien Damiano Cunego enlève le classement final UCI 2004.

## Escrime
- Coupe du monde :
  - Epée Hommes : Afredo Rotta (Italie).
  - Fleuret Hommes : Salvatore Sanzo (Italie).
  - Sabre Hommes : Vladimir Lukashenko (Ukraine)
  - Epée par équipe Hommes : France.
  - Fleuret par équipe Hommes : Allemagne.
  - Sabre par équipe Hommes : France.
  - Epée Femmes : Laura Flessel-Colovic (France).
  - Fleuret Femmes : Valentina Vezzali (Italie).
  - Sabre Femmes : Sada Jacobson (USA)
  - Epée par équipe Femmes : France.
  - Fleuret par équipe Femmes : Pologne.
  - Sabre par équipe Femmes : Roumanie.

## Football
- 14 février : la Tunisie remporte la CAN 2004 en s'imposant 2-1 face au Maroc en finale.
- 25 avril : Arsenal est sacré champion d'Angleterre à quatre journées de la fin du championnat.
- 2 mai : le Milan AC est champion d'Italie.
- 8 mai : le Werder Brême est champion d'Allemagne.
- 8 mai : le Valence CF est champion d'Espagne.
- 19 mai : Valence (Espagne) bat Marseille (France) 2-0 en finale de la Coupe UEFA à Göteborg, Suède.
- 23 mai : Lyon est champion de France pour la troisième fois consécutive.
- 26 mai : le FC Porto (Portugal) bat l'AS Monaco 3-0 en finale de la Ligue des champions à Gelsenkirchen, Allemagne.
- 1er juillet : Once Caldas (Colombie) bat Boca Juniors (Argentine) en finale de la Copa Libertadores.
- 4 juillet : la Grèce remporte l'Euro 2004 en s'imposant en finale 1-0 face au Portugal.

## Football américain
- 1er janvier : Rose Bowl universitaire : USC 28, Michigan 14.
- 1er février : National Football League : Super Bowl XXXVIII : New England Patriots 32, Carolina Panthers 29 à Houston. Article détaillé : Saison NFL 2003.
- 12 juin : World Bowl de la NFL Europe : Berlin Thunder 30, Frankfurt Galaxy 24.
- 20 juin : finale du championnat de France : Spartiates d'Amiens 41, Argonautes d'Aix-en-Provence 31. Article détaillé : Saison 2004 du casque de diamant.
- 10 juillet : Eurobowl XVIII, Vienna Vikings (Autriche) 53, Bergamo Lions (Italie) 20.

## Football australien
- Port Adelaide remporte le titre national.

## Football canadien
- 21 novembre : les Argonauts de Toronto battent les Lions de la Colombie-Britannique 27-19 pour la Coupe Grey.

## Golf
- 11 avril : Phil Mickelson remporte le tournoi du Masters.
- 18 juillet : Todd Hamilton enlève le tournoi Open de Grande-Bretagne.
- 15 août : Vijay Singh remporte le tournoi de la PGA.
- 6 septembre : Vijay Singh prend à Tiger Woods la place de numéro un mondial.
- 17 septembre - 19 septembre  : l'équipe d'Europe s'impose sur l'équipe des États-Unis pour la conquête de la Ryder Cup.

## Handball
- 1er février : l'Allemagne championne d'Europe en écartant la Slovénie en finale, 30-25.
- 24 avril : Celje (Slovénie) remporte la Ligue des Champions.
- 26 avril : Montpellier Handball est champion de France devant l'US Créteil Handball.
- 16 mai : Metz est champion de France féminine.
- 22 mai : Slagelse (Danemark) remporte la Ligue des Champions féminine.

## Hockey sur glace
- 9 avril : les Gothiques d'Amiens sont champions de France en s'imposant sur Grenoble, 2 victoires à zéro.
- 10 avril : SC Berne champion de Suisse.
- 9 mai : le Canada champion du monde en s'imposant en finale 5-3 face à la Suède.
- 7 juin : le Lightning de Tampa Bay remporte la Coupe Stanley en s'imposant en finale face aux Flames de Calgary par 4 victoires pour 3 défaites.

## Jeux olympiques d'été à Athènes
- Jeux olympiques d'été de 2004 2004 du 13 août au 29 août :

| Rang | Nations      | Médaille d'or, Jeux olympiques | Médaille d'argent, Jeux olympiques | Médaille de bronze, Jeux olympiques | Total |
| ---- | ------------ | ------------------------------ | ---------------------------------- | ----------------------------------- | ----- |
| 1    | États-Unis   | 35                             | 39                                 | 29                                  | 103   |
| 2    | Chine        | 32                             | 17                                 | 14                                  | 63    |
| 3    | Russie       | 27                             | 27                                 | 38                                  | 92    |
| 4    | Australie    | 18                             | 16                                 | 16                                  | 49    |
| 5    | Japon        | 16                             | 9                                  | 12                                  | 37    |
| 6    | Allemagne    | 14                             | 16                                 | 18                                  | 48    |
| 7    | France       | 11                             | 9                                  | 13                                  | 33    |
| 8    | Italie       | 10                             | 11                                 | 11                                  | 32    |
| 9    | Corée du Sud | 9                              | 12                                 | 9                                   | 30    |
| 10   | Royaume-Uni  | 9                              | 9                                  | 12                                  | 30    |

- Jeux paralympiques d'été 2004 2004 du 17 septembre au 28 septembre.

## Joutes nautiques
- 25 août : le Frontignanais David Montfrance et le Sétois Jacques Noguet remportent le Tournoi de la Saint-Louis. L'un des jouteurs fut blessé au visage lors de la première passe, et le jury déclara les deux finalistes vainqueurs.

## Karaté
- Championnats du monde :
  - La France remporte le titre par équipe chez les hommes.
  - La Turquie remporte le titre par équipe chez les femmes.
  - En toutes catégories hommes, c'est l'Anglais Anield qui s'impose face au Français Balde.

## Lutte gréco-romaine
- 9 octobre : le double champion olympique cubain Filiberto Azcuy prend sa retraite.

## Moto
- Vitesse
  - Moto GP : Valentino Rossi (Italie) champion du monde en Moto GP sur une Yamaha.
  - 250 cm3 : Daniel Pedrosa (Espagne) champion du monde en 250 cm3 sur une Honda.
  - 125 cm3 : Andrea Dovizioso (Italie) champion du monde en 125 cm3 sur une Honda.
- Endurance
  - 3 - 4 avril, 24 heures du Mans : Suzuki remporte l'épreuve avec les pilotes Chambon, Kitagawa et Nowland.
  - 11 - 12 septembre, Bol d'or : Suzuki remporte l'épreuve avec les pilotes Philippe, Kitagawa et Lagrive.
- Moto-cross
  - MX1 : Stefan Everts (Belgique) est champion de monde en MX1 sur une Yamaha.
  - MX2 : Ben Townley (Nouvelle-Zélande) est champion de monde en MX2 sur une KTM.
  - MX3 : Yves Demaria (France) est champion de monde en MX3 sur une KTM.
  - Supercross : Heath Voss (É.-U.) est champion de monde de supercross.
- Enduro
  - 15 février, Enduro du Touquet : Jean-Claude Moussé s'impose sur les plages du Touquet sur une Honda.

## Natation
- 17 janvier : le nageur américain Ed Moses bat le record du monde du 200 m brasse en petit bassin, à Berlin, en 2 min 02 s 92/100.

## Patinage artistique
- Championnats d'Europe (2 au 8 février)
  - Hommes : Brian Joubert (France) gagne le titre de champion d'Europe.
  - Femmes : Júlia Sebestyén (Hongrie) remporte le titre européen.
  - Couples : Tatiana Totmianina et Maksim Marinin (Russie) remportent le titre.
  - Danse : Tatiana Navka et Roman Kostomarov (Russie) champions d'Europe.
- Championnats du monde (22 au 28 mars)
  - Hommes  : Evgeni Plushenko (Russie) remporte le titre devant Brian Joubert (France).
  - Femmes : Shizuka Arakawa (Japon) championne du monde devant Sasha Cohen (États-Unis).
  - Couples : Tatiana Totmianina et Maksim Marinin (Russie) remportent le titre.
  - Danse : Tatiana Navka et Roman Kostomarov (Russie) champions du monde.

## Patinage de vitesse
- Championnats du monde (7 et 8 février)
  - 500m Hommes : Evgueni Lalenkov (Russie).
  - 1 500m Hommes : Scott Davis (USA).
  - 5 000m Hommes : Carl Verheijen (Pays-Bas).
  - 10 000m Hommes : Carl Verheijen (Pays-Bas).
  - 500m Femmes : Jennifer Rodriguez (USA).
  - 1 500m Femmes : Anni Friesinger (Allemagne).
  - 5 000m Femmes : Anni Friesinger (Allemagne).
  - 10 000m Femmes : Anni Friesinger (Allemagne).

## Pêche à la mouche
- Championnats du monde en Slovaquie :
  - Classement par équipes : médaille d'or, Slovaquie

## Rugby à XIII
- 15 avril : à Carcassonne, l'Union treiziste catalane remporte la Coupe de France face à Carcassonne 39-24.
- 11 juillet : à Perpignan, Saint-Gaudens remporte le Championnat de France face à l'Union treiziste catalane 14-10.
- 3 octobre, Australie : Canterbury Bulldogs bat Sydney Roosters 16-13 dans la finale du championnat NRL.
- 16 octobre, Angleterre : Leeds Rhinos bat Bradford Bulls 16-8 en finale de la Super League.

## Rugby à XV
- 27 mars : Tournoi des Six Nations - Grand Chelem pour le XV de France.
  - Article détaillé : Tournoi des six nations 2004
- 21 mai, Bouclier européen : Montpellier RC (France) 25-19 Viadana (Italie)
- 22 mai, Super 12 : ACT Brumbies (Australie) gagne le Super 12 en écartant en finale les Canterbury Crusaders (Nouvelle-Zélande), 47-38.
- 22 mai, Challenge européen : les Anglais d'Harlequins remportent le Challenge face à l'AS Montferrand (France) 27-26.
- 23 mai, Coupe d'Europe : London Wasps (Angleterre bat le Stade toulousain (France) 27-20 en finale.
- 26 juin, France : le Stade français Paris est champion de France en s'imposant en finale contre l'USA Perpignan, 38-20.
- 21 août, Tri-nations : l'Équipe d'Afrique du Sud remporte l'épreuve.

## Ski alpin
- Coupe du monde
  - Hermann Maier (Autriche) remporte le classement général de la Coupe du monde devant Stephan Eberharter (Autriche) et Benjamin Raich (Autriche).
  - Anja Pärson (Suède) enlève le classement général de la Coupe du monde devant Renate Götschl (Autriche) et Maria Riesch (Autriche).
  - Stephan Eberharter (Autriche) remporte le globe de cristal pour la descente.
  - Rainer Schönfelder (Autriche) gagne le globe de cristal pour le slalom.
  - Bode Miller (USA) remporte deux globes de cristal pour le géant et le combiné.
  - Hermann Maier (Autriche) enlève le globe de cristal pour le super G.
  - Renate Götschl (Autriche) remporte deux globes de cristal pour la descente et le super G.
  - Anja Pärson, en plus de son titre au général, enlève deux globes de cristal pour le slalom et le géant.

Article détaillé : Coupe du monde de ski alpin 2004

## Ski nordique
- Ski de fond :
  - René Sommerfeldt (Allemagne) remporte la Coupe du monde masculine.
  - Gabriella Paruzzi (Italie) enlève la Coupe du monde féminine.
- Combiné nordique :
  - Le Finlandais Hannu Manninen gagne la Coupe du monde.
- Saut à skis :
  - Le Finlandais Janne Ahonen remporte la Coupe du monde.
  - Le Norvégien Sigurd Pettersen remporte la tournée des quatre tremplins en remportant trois des quatre étapes du circuit.

## Squash
- Championnat du monde :
  - Le Français Thierry Lincou champion du monde en s'imposant en finale face à l'Anglais Lee Beachill.

## Sport hippique
- 25 janvier, France : Kesaco Phedo gagne le Prix d'Amérique.
- 1er mai, É.-U. : Smarty Jones gagne le Kentucky Derby.
- 5 juin, Angleterre : North Light gagne le Derby d'Epsom.
- 27 juin, Irlande : Grey Swallow gagne le Derby d'Irlande.
- 27 juin, Canada : Niigon gagne la Queen's Plate.
- 3 octobre, France : Bago gagne le Prix de l'Arc de Triomphe.
- 2 novembre, Australie : Makybe Diva gagne la Melbourne Cup.

## Tennis
- 19 janvier au 1er février, Open d'Australie :
  - Finale hommes : Roger Federer bat Marat Safin, 7-6(3) 6-4 6-2.
  - Finale femmes : Justine Henin-Hardenne bat Kim Clijsters, 6-3 4-6 6-3.
- 24 mai au 6 juin, Roland Garros :
  - Finale hommes : Gastón Gaudio bat Guillermo Coria 0-6 3-6 6-4 6-1 8-6.
  - Finale femmes : Anastasia Myskina bat Elena Dementieva 6-1 6-2.
- 21 juin au 4 juillet, Wimbledon :
  - Finale hommes : Roger Federer bat Andy Roddick, 4-6 7-5 7-6(3) 6-3.
  - Finale femmes : Maria Sharapova bat Serena Williams, 6-1 6-4.
- JO 2004 : Nicolás Massú (Chili) chez les hommes, Justine Henin-Hardenne chez les femmes et la paire chinoise Li Ting et Sun Tian Tian remportent le titre olympique.
- 30 août au 12 septembre, US Open :
  - Finale hommes : Roger Federer bat Lleyton Hewitt 6-0 7-6(3) 6-0.
  - Finale femmes : Svetlana Kuznetsova bat Elena Dementieva 6-3 7-5.
- 7 novembre : tournoi en salle de Bercy (1er au 7 novembre). Marat Safin remporte le tournoi.
- 8 novembre : Maria Sharapova (Russie) remporte le WTA Champs à Los Angeles (É.-U.).
- 21 novembre : Roger Federer gagne la Masters Cup à Houston (É.-U.).
- 28 novembre : la Russie remporte sa première Fed Cup en s'imposant en finale face à la France (3 victoires, 2 défaites).
  - Article détaillé : Fed Cup 2004
- 5 décembre : l'Espagne remporte la Coupe Davis en écartant les États-Unis en finale (3 victoires, 2 défaites).
  - Article détaillé : Coupe Davis 2004

- Top 3 - ATP :
  - 1. Roger Federer (Suisse).
  - 2. Andy Roddick (USA).
  - 3. Lleyton Hewitt (Australie).
- Top 3 - WTA :
  - 1. Lindsay Davenport (USA).
  - 2. Amélie Mauresmo (France).
  - 3. Anastasia Myskina (Russie).

## Voile
- Michel Desjoyeaux gagne la Transat anglaise à bord de Géant en 8 j 8 h 29 min.
- Karine Fauconnier gagne la Transat Québec-Saint-Malo en équipage.
- Charles Caudrelier remporte la course à étapes de la Solitaire du Figaro.
- Steve Fossett améliore le record du tour du monde en équipage sur Cheyenne en 58 jours, 9 heures, 32 minutes et 45 secondes.

## Volley-ball
- 21 mars : Tenerife (Espagne) gagne la ligue des Champions féminine en écartant en finale Pérouse (Italie), 3 sets à 2 (20-25 25-21 25-19 21-25 15-7). Le RC Cannes termine à la 3e place.
- 28 mars : Belgorod (Russie) remporte la Ligue des Champions masculine en s'imposant en finale face à Odnitsovo (Russie) : 3 sets à 0 (25-21 25-19 25-15). Le Tours Volley-Ball termine à la 3e place.
- 4 mai : le Tours Volley-Ball est champion de France masculin.
- 15 mai : le RC Cannes est champion de France féminine.
- 1er août : le Brésil remporte le Grand Prix Mondial.
- JO 2004 : le Brésil (hommes) et la Chine (femmes) remportent les titres olympiques.

## Water-Polo
France
- L'O. N. N. est Champion de France  Masculin pour la 8e fois.
- L'ASPTT Nancy est Champion de France Féminin pour la 10e fois.
- Coupes de France masculine et féminine non disputées en 2004.

Coupe de la ligue masculine créée en 2014.
Coupe de la ligue féminine créée en 2013.
Europe
- Domino Budapest HSE est Champion d'Europe pour la 1re fois.
- CN Barcelone remporte la LEN Euro Cup pour la 2e fois.

Championnats d'Europe de water-polo masculin et féminin non disputés en 2004
Monde
- Les Hongrois sont Champions Olympîques pour la 8e fois.
- Les Italiennes sont Championnes Olympîques pour la 1re fois.

Championnats du Monde masculin et féminin non disputés en 2004.
Coupes du monde masculine et féminine non disputées en 2004.
- Les Hongrois remportent la Ligue Mondiale masculine pour la 2e fois.
- Les Américaines remportent la Ligue Mondiale féminine pour la 1re fois.

## Décès

### Décès enJanvier 2004
- 2 janvier : Paul Hopkins, 99 ans, joueur de baseball de la MLB. (° 25 septembre 1904).
- 3 janvier :
  - Pierre Flamion, 79 ans, footballeur, puis entraîneur français. (° 13 décembre 1924).
  - Thomas George Jones, 86 ans, footballeur gallois, ayant joué à Everton. (° 17 octobre 1917).
- 5 janvier :
  - Charles Dumas, 66 ans, athlétisme, USA.
  - Frank McGraw, 59 ans, joueur américain de baseball. (° 30 août 1944).
  - Pierre Flamion, 79 ans, football, France.
- 7 janvier : Mario Zatelli, football, France, à 91 ans.
- 14 janvier : Mike Goliat, baseballeur de la MLB, à 78 ans.
- 17 janvier : Harry Brecheen, baseballeur de la MLB.
- 19 janvier : David Hookes, joueur de cricket de l'Australie.
- 24 janvier : Leônidas da Silva, 90 ans, footballeur brésilien. (° 6 septembre 1913).
- 25 janvier :
  - Fanny Blankers-Koen, 85 ans, légendaire athlète néerlandaise. (° 26 avril 1918).
  - Miklos Fehér, 24 ans, footballeur hongrois. (° 20 juillet 1979).

### Décès enFévrier 2004
- 1er février : Ally McLeod, footballeur écossais.
- 14 février : Marco Pantani, Italie cycliste, gagnant de Tour de France cycliste 1998.
- 17 février : Shirley Strickland, Athlète Australien.
- 21 février : John Charles, footballeur gallois, à 72 ans.
- 22 février : Andy Seminick, baseballeur de la MLB.
- 25 février : Jacques Georges, football, France, à 87 ans.

### Décès enMars 2004
- 17 mars : Vic Roberts, 79 ans, rugbyman anglais. (° 6 août 1924).
- 18 mars : Gene Bearden, baseballeur de la MLB.
- 19 mars : Chris Timms, voile, à 56 ans.
- 22 mars : Peter Jackson, Angleterre et Lions au rugby.

### Décès enAvril 2004
- 4 avril :
  - Briek Schotte, 84 ans, Cyclisme sur route, Belgique.
  - George Bamberger, baseballeur de la MLB.
- 5 avril : Fernand Goyvaerts, footballeur belge. (° 24 octobre 1938).
- 10 avril : Lou Berberet, baseballeur de la MLB.
- 12 avril : Frankie Narvaez, Porto Rico boxeur.
- 20 avril : Ronnie Simpson, joueur de football.
- 22 avril : Pat Tillman, football américain quittant la National Football League pour s’enrôler dans US Army ; tué au combat en Afghanistan.

### Décès enMai 2004
- 2 mai : Moe Burtschy, baseballeur de la MLB.
- 3 mai : Darrell Johnson, baseballeur de la MLB.
- 14 mai : Jesus Gil y Gil, 71 ans, ancien président du club de football Atletico Madrid.
- 15 mai : Bruno Baiao, 19 ans, football, Portugal.
- 17 mai : Buster Narum, baseballeur de la MLB.
- 22 mai : Mikhail Voronin, 59 ans, gymnaste russe (° 26 mars 1945).

### Décès enJuin 2004
- 4 juin : Wilmer Fields, baseballeur de la MLB.
- 8 juin : Mack Jones, baseballeur de la MLB.
- 11 juin : Michel Roche, (France, équitation) à 64 ans.
- 27 juin : Jean Graczyk, 71 ans, cyclisme sur route, France.
- 28 juin : Thomas Zereske, 38 ans, canoë, Allemagne.
- 28 juin : Georges de Caunes, 85 ans, journaliste sportif, France.

### Décès enJuillet 2004
- 5 juillet : Rodger Ward, vainqueur 2 fois des Indianapolis 500.
- 10 juillet : Manuel Quaresma, 49 ans, football, Portugal.
- 13 juillet : Roger Quenolle, 79 ans, football, France.
- 17 juillet : Lucien Leduc, 85 ans, joueur, puis entraineur de football .français. (° 30 décembre 1918).
- 23 juillet : Bertie Peacock, 75 ans, Football, Irlande du Nord (Celtic Glasgow).
- 26 juillet : Rubén Gómez, baseballeur de la MLB.

### Décès enAoût 2004
- 2 août : José Omar Pastoriza, 62 ans, Football, Argentine.
- 10 août : James Stillman Rockefeller, 102 ans, aviron.
- 23 août : Hank Borowy, baseballeur de la MLB.
- 27 août : Willie Crawford, baseballeur de la MLB.

### Décès enSeptembre 2004
- 4 septembre :
  - Caroline Pratt, équitation.
  - Alphonso Ford, basket-ball États-Unis.
  - Bob Boyd, joueur de baseball américain.
- 19 septembre : Line Oestvold, Norvège snowboarder.
- 20 septembre : Brian Clough, 69 ans, football.
- 28 septembre : Christl Cranz, 90 ans, skieuse alpine .allemande, championne olympique en Slalom et en Combiné aux J.O. de 1936 à Garmisch-Partenkirchen. (° 1er juillet 1914).
- 29 septembre : Richard Sainct, 34 ans, Moto, France, décès sur le Rallye d'Égypte.

### Décès enOctobre 2004
- 2 octobre : Bolat Kesikhbaev, vice-président de la fédération Kazakh de Boxe.
- 3 octobre : John Cerutti, animateur de baseball.
- 6 octobre : Johnny Kelley, 97 ans, athlétisme É.-U..
- 6 octobre : Nikola Tsanev, 65 ans, football, Bulgarie.
- 7 octobre : Oscar Heisserer, 90 ans, footballeur français. (° 18 juillet 1914).
- 10 octobre : Ken Caminiti, baseballeur de la MLB.
- 11 octobre : Keith Miller, joueur de cricket australien.
- 12 octobre : Jean Robin, (Football, France) à 83 ans.
- 17 octobre : Ray Boone, baseballeur de la MLB.
- 23 octobre : Bill Nicholson, footballeur du Royaume-Uni.
- 24 octobre : Ricky Hendrick, pilote de Nascar.
- 26 octobre : Beto Avila, baseballeur de la MLB  / Mexique.
- 27 octobre : Serginho, footballeur du Brésil.
- 28 octobre : Jimmy McLarnin, boxeur britannique.

### Décès enNovembre 2004
- 2 novembre : 53 ans, Gerrie Knetemann, coureur cycliste néerlandais. (° 6 mars 1951).
- 3 novembre : 32 ans, Sergei Zholtok, joueur de hockey sur glace letton (d'origine russe), qui joua dans la Ligue nationale de hockey (° 2 décembre 1972).
- 7 novembre :
  - Albert Roques, 79 ans, joueur français de rugby à XV).
  - Eddie Charlton, 75 ans, joueur australien de snooker et de billard anglais. (° 31 octobre 1929).
- 8 novembre : Lennox Miller, 58 ans, sprinter de la Jamaïque et des É.-U.. (° 8 octobre 1946).
- 9 novembre : Emlyn Hugues, 57 ans, footballeur du Liverpool FC et Angleterre. (° 28 août 1947).
- 17 novembre :
  - Alexandre Ragouline — hockeyeur russe, triple champion olympique (1964, 1968, 1972). (° 5 mai 1941).
  - Mikael Ljungberg, 34 ans, Lutte.
- 27 novembre : Gunder Hagg, 85 ans, athlétisme - suède

### Décès enDécembre 2004
- 3 décembre : Raymond Goethals, (Belgique, football) à 83 ans.
- 5 décembre :
  - Hicham Zerouali, Maroc, Football, à 27 ans.
  - Cristiano de Lima, Brésil, Football, à 24 ans.
- 6 décembre : Bernard Pariset, 75 ans, judoka français. (° 21 décembre 1929).
- 13 décembre : Andre Rodgers, baseballeur de la MLB.
- 16 décembre : Ted Abernathy, baseballeur de la MLB.
- 18 décembre : Vijay Samuel Hazare, joueur de cricket indien.
- 19 décembre : Abdul Tebazalwa, boxeur ougandais.
- 24 décembre : Johnny Oates, baseballeur américain.
- 26 décembre :
  - Johnny Catherine, 35 ans, champion du monde de boxe française (catégorie légers -63 kg) en 1997. (° 1969).
  - Reggie White, 43 ans, joueur américain de foot U.S. (° 19 décembre 1961).